# Paul Jans
Paul Jans (Veghel, 5 augustus 1981) is een voormalig Nederlands voetballer die als aanvaller speelde.

## Spelersloopbaan
Jans speelde hij voor RKVV Keldonk en Sparta '25 alvorens hij overstapte naar de jeugdopleiding van VVV. Daar debuteerde hij op 21 oktober 2000 in het eerste elftal, als invaller voor Maurice Graef tijdens een met 1-0 gewonnen thuiswedstrijd tegen Eindhoven. Na zes seizoenen en 148 competitiewedstrijden werd Jans in 2006, na een conflict met de clubleiding, voor een seizoen verhuurd aan N.E.C.. NEC had een optie tot koop maar maakte daar geen gebruik van. Jans keerde na het seizoen 2006/2007 terug bij VVV-Venlo. In januari 2008 ging hij voor een half jaar naar Rot-Weiss Essen, om daarna voor twee seizoenen voor FC Den Bosch te spelen. In het seizoen 2010/11 zou Jans naar Dijkse Boys in de Topklasse gaan spelen maar eind augustus vond hij nog een profclub en tekende hij een contract bij FCV Dender EH in België. In het seizoen 2011/12 kwam hij uit voor Topklasse De Treffers uit Groesbeek, na dit seizoen vertrok hij naar SV Venray. In 2013 ging hij voor Kwiek Venlo spelen, waar hij ook zijn spelersloopbaan afsloot.

## Clubstatistieken
| Seizoen | Club            | Competitie        | Competitie | Competitie | Beker | Beker | Overig1 | Overig1 | Totaal | Totaal |
| Seizoen | Club            | Competitie        | Wed.       | Dlp.       | Wed.  | Dlp.  | Wed.    | Dlp.    | Wed.   | Dlp.   |
| ------- | --------------- | ----------------- | ---------- | ---------- | ----- | ----- | ------- | ------- | ------ | ------ |
| 2000/01 | VVV-Venlo       | Eerste divisie    | 2          | 0          | 0     | 0     | —       | —       | 2      | 0      |
| 2001/02 | VVV-Venlo       | Eerste divisie    | 23         | 2          | 0     | 0     | —       | —       | 23     | 2      |
| 2002/03 | VVV-Venlo       | Eerste divisie    | 23         | 0          | 3     | 0     | —       | —       | 26     | 0      |
| 2003/04 | VVV-Venlo       | Eerste divisie    | 34         | 13         | 6     | 1     | 1       | 0       | 41     | 14     |
| 2004/05 | VVV-Venlo       | Eerste divisie    | 35         | 9          | 6     | 2     | 2       | 0       | 43     | 11     |
| 2005/06 | VVV-Venlo       | Eerste divisie    | 31         | 9          | 1     | 1     | 4       | 1       | 36     | 11     |
| 2006/07 | → N.E.C.        | Eredivisie        | 8          | 1          | 1     | 0     | 4       | 1       | 13     | 2      |
| 2007/08 | VVV-Venlo       | Eredivisie        | 10         | 0          | 1     | 2     | 0       | 0       | 11     | 2      |
| 2007/08 | Rot-Weiss Essen | Regionalliga Nord | 9          | 0          | 1     | 0     | 2       | 0       | 12     | 0      |
| 2008/09 | FC Den Bosch    | Eerste divisie    | 1          | 0          | 0     | 0     | —       | —       | 1      | 0      |
| 2009/10 | FC Den Bosch    | Eerste divisie    | 15         | 5          | 0     | 0     | 2       | 1       | 17     | 6      |
| 2010/11 | FCV Dender EH   | Tweede klasse     | 29         | 8          | 0     | 0     | —       | —       | 29     | 8      |
| 2011/12 | De Treffers     | Topklasse         | 22         | 7          | 2     | 0     | —       | —       | 24     | 7      |
| Totaal  | Totaal          | Totaal            | 242        | 54         | 21    | 6     | 15      | 3       | 278    | 63     |